# The Legendary Dragon – Der Letzte seiner Art
The Legendary Dragon – Der Letzte seiner Art (Originaltitel: Legendary: Tomb of the Dragon) ist ein britisch-chinesischer Actionfilm von Eric Styles aus dem Jahr 2013 mit Scott Adkins in der Hauptrolle. 

## Handlung
Der Großwildjäger Harker sucht in China nach einem legendären Drachen, welches ein ländliches Dorf terrorisiert und das er am liebsten als Trophäe in seine Sammlung aufnehmen würde. Währenddessen begibt sich auch der Kryptozoologe Travis Preston mit seinem Team nach China. Er ist entsetzt von der Anwesenheit seines Erzfeindes Harker. Anders als jener, will er den Drachen einfangen. Dies erweist sich als schwierig, da Harker das Team durchweg sabotiert.

## Hintergrund
Der Film wurde von der China Film Group, Midsummer Films, Ripken Productions und Zhongshida International Media produziert. Sein Budget betrug geschätzte 12 Millionen US-Dollar. Der Film wurde über den Verleiher EuroVideo vertrieben.

## Rezeption
Tetro befand, dass es sich nur um „ein uninteressantes Abenteuerfilmchen“ handle. Zudem gebe es außer den Hauptdarstellern keinen Grund, sich den Film anzusehen.
Nach Oliver Armknecht ist die „Jagd zweier Experten auf einen angeblichen Drachen weder originell noch glaubwürdig. Und auch die Computereffekte hätten besser sein können. Dafür gibt es beim Abenteuerfilm hübsche Naturaufnahmen und einige spaßige Auseinandersetzungen der beiden Streithähne.“